# الغارات العثمانية على الإقليم السواحيلي
الغارات العثمانية على الإقليم السواحيلي تتمثل الغارات العثمانية على الإقليم السواحيلي في حملتين قادهما القرصان العثماني مير علي باي سنة 1585 م و1589 م ضد المواقع التجارية البرتغالية الواقعة بزنجبار. أي الإقليم السواحيلي في شرق إفريقيا.
ففي رحلته الأولى، تمكن مير علي باي من  تغيير ولاء أغلبية الحكام المسلمين، حيث وافقوا على الانتقال  من السيادة البرتغالية إلى السيادة العثمانية، فما كان على البرتغاليين إلا أن يقوموا بجلب أسطولهم من مدينة غوا الهندية لاستعادة سلطتهم.
باءت الحملة الثانية لمير علي باي سنة 1589 بالفشل. فبعد مجابهته  لأسطول برتغالي جديد في مدينة مومباسا، اضطر مير علي باي إلى الفرار وبقي سجينا بهدف الهروب من قبيلة أفريقية اشتهرت بأكل لحوم البشر. وفي الأخير تم إرساله إلى البرتغال أين اعتنق الديانة الكاثوليكية بينما أرسل باقي الأتراك الناجين إلى السفن الحربية.
هناك جدل تاريخي قائم بين المؤرخين حول الحملات العثمانية في شرق إفريقيا، فيرى بعض المؤرخين أنها تبين هشاشة  مكانة البرتغاليين في إفريقيا وكذلك التهديدات التي تشكلها التوغلات العثمانية في المحيط الهندي. بينما يرى آخرون أن النجاحات الأولية للعثمانيين لا يمكن تفسيرها إلا من خلال حقيقة استخدامهم لتقنيات القرصنة البحرية، وتمكنهم من تنظيم  غارات بوسائل بسيطة واستفادتهم كذلك من تأثير المفاجأة حيث كانوا يتصرفون بفاعلية فور تنبيههم للخطر.

## الأسباب

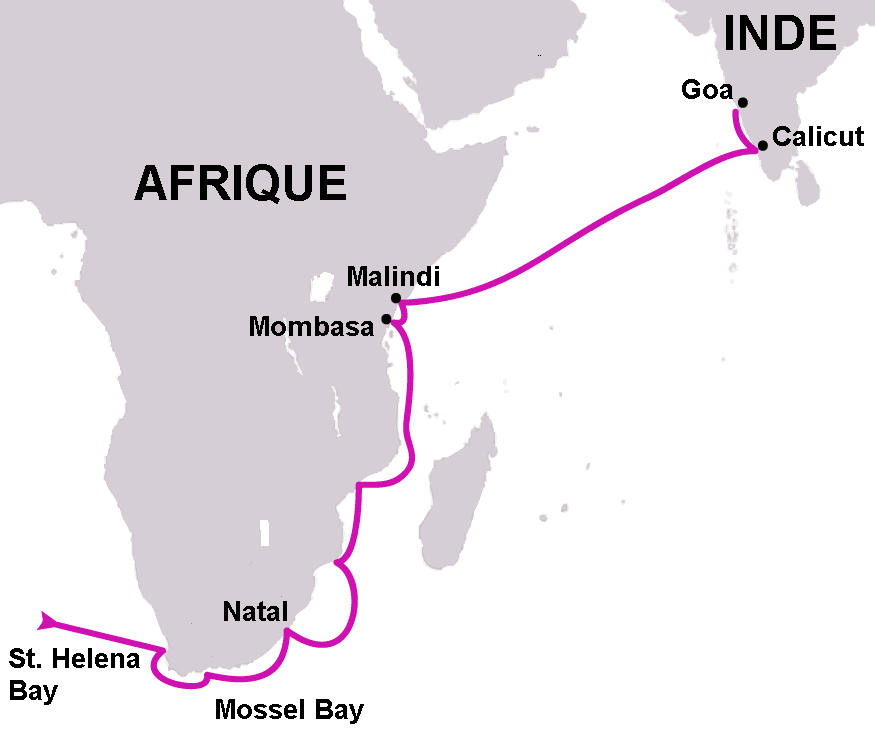
فتحت دورة فاسكو دي غاما حول إفريقيا الطريق إلى الهند.

مكنت رحلة فاسكو دا غاما سنة 1497 البرتغاليين من فتح طريق جديد للتوابل يمر بإفريقيا وصولا إلى الهند. وأسسوا L’estado da india التي لم تكن لها السلطة على المواقع التجارية في شبه القارة الهندية فحسب بل على المدن الساحلية في شرق إفريقيا الممتدة من موزمبيق إلى الصومال أيضا والتي يعترف حكامها بالسيادة البرتغالية.
بقيت هذه السيطرة على المحيط الهندي دون منازعة طيلة أوائل القرن السادس عشر فبالرغم من امتلاك بعض السكان المحليين للمحيط الهندي معرفة بحرية جيدة مثل سلطنة كجرات وكذلك سلطنة آتشيه إلا أنهم كانوا يفتقرون لوسائل تكنولوجية وموارد بشرية تمكنهم من منافسة البرتغاليين. في حين أن الإمبراطوريات العظمى في المنطقة «الفارسية الصفوية» والإمبراطورية المغولية أو مملكة فيجاياناغارا بالهند لم يتمتعوا بالسيادة البحرية.
يشكل دخول ناشط جديد في المحيط الهندي «الإمبراطورية العثمانية» والتي كانت آنذاك أول قوة بحرية في البحر المتوسط، خطرا على السيادة البرتغالية. فلقد سمح لهم غزو مصر سنة 1517 بإرساء أسطول في السويس في البحر الأحمر، فلقد منحهم دورهم الجديد كأوصياء على الأماكن المقدسة للإسلام بعد حيازتهم على مكة والمدينة، مسؤولية ضمان سلامة الحجاج، هذا ما قادهم إضافة إلى الأهمية التجارية لجدة التي تعتبر محطة طريق التوابل، إلى جعل البحر الأحمر بحيرة عثمانية.
لقد منحتهم هذه الوظيفة إلى جانب لقب الخليفة الذي يحمله السلاطين العثمانيون والذي جعل منهم أمراء المؤمنين، مكانة مهمة بين السكان المسلمين للمحيط الهندي الشيء الذي سهل عليهم التوغل في المنطقة.

## الحملة العثمانية الأولى

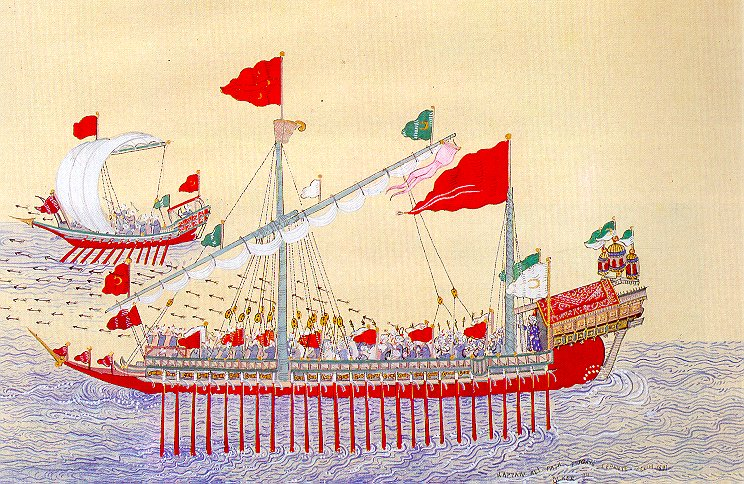
صورة مصغرة لسفينة عثمانية.

في سنة 1585، أبحر مير علي باي على متن سفينة واحدة، من ميناء السويس في البحر الأحمر باتجاه الشواطئ الإفريقية للمحيط الهندي. وهو يخوض سلسلة من الغارات على ساحل ماليندي (كينيا حاليا)، وينهب الممتلكات البرتغالية. كما تحصل على دعم السكان المسلمين للساحل، الذين عبروا عن سعادتهم بتحررهم من السلطة البرتغالية. وتعهد العديد من الحكام الأفارقة الذين يؤمنون أن سفينة مير علي باي تشكل طليعة قوة عثمانية ذات أهمية أكبر، بالولاء للسلطان العثماني مراد الثالث. وهكذا تمكن القرصان من تأسيس سيادة عثمانية مؤقتة على طول الساحل من مقديشو إلى مومباسا.
كانت أكبر غنيمة للعثمانيين سفينة تجارية برتغالية تحتوي على بضائع ذات قيمة كبيرة. حيث اعترضوا السفينة بمساعدة حاكم جزيرة لامو، الذي بعد وعده للبرتغاليين بحمايتهم، ترك القراصنة العثمانيين يستولون على السفينة، ويأسرون القبطان روك دي بريتو، أملا في الحصول على فدية معتبرة. وبعد هذا الانتصار، عادوا أدراجهم إلى البحر الأحمر حاملين معهم غنائمهم.

## استعادة البرتغاليين للسيطرة

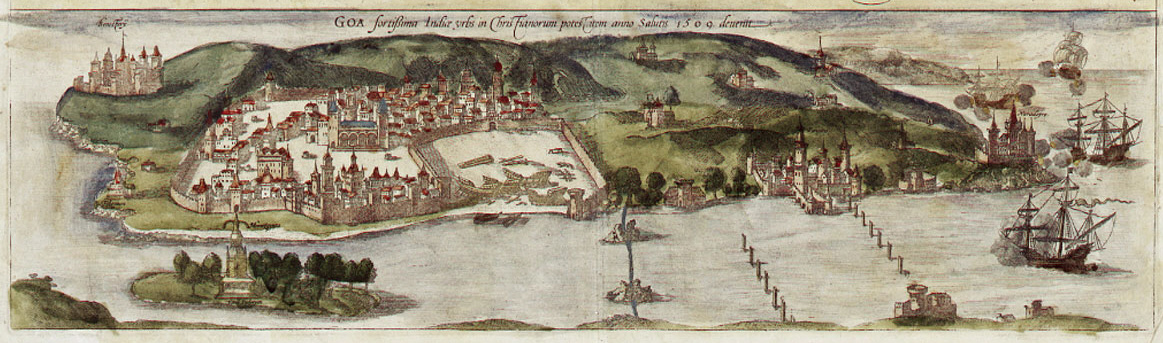
غوا بالهند، المدينة التي انطلقت منها الحملة البرتغالية.

اعتبرت سلطات الهند البرتغالية هذا التوغل العثماني بأراضيهم بمثابة محاولة لدفعهم خارج السواحل الإفريقية وبالتالي تهديد سيادتهم على طريق الهند، مما جعلهم يتصرفون بسرعة. فقام نائب حاكم الهند دوارتي دي مينيزيس بجمع أسطول مكون من سفينتين شراعيتين وثلاثة قوادس، واثني عشرة قاربا على متنها 650 جنديا، حيث أبحرت من غوا يوم 6 يناير 1587، ووصلت إلى السواحل الإفريقية في 28 من نفس الشهر.
عزم البرتغاليون على تأديب التابعين لهم ومعاقبة كل من خذلهم ومكافأة المخلصين لهم. فكانت وجهتهم الأولى مدينة أومبازا الواقعة بجزيرة بيت.
```
اعتقد حاكم المدينة، السلطان إسترامباد أن التعزيزات العثمانية قادمة، فأرسل قواربا للقاء 
السفن
 الراسية عرض البحر.
[
7
]
، ولكن المبعوثين سرعان ما أدركوا خطأهم فعادوا أدراجهم. قام السلطان بعد ذلك بإعداد دفاعه، ولكنه هزم من قبل 
الأسطول
 البرتغالي الذي نسف بالمنطقة. 
```

توجه البرتغاليون بعد ذلك جنوبا نحو مدينة مومباسا لاستعادة ولائهم بالمنطقة. فتوقفوا بماليندي حيث استقبلهم السلطان الذي لطالما كان مخلصا لهم استقبال الأبطال، ورافقهم إلى مومباسا وجهتهم الرئيسية بسبب التعاون الكبير لسكانها مع العثمانيين. فحاصروا المدينة التي سرعان ما استولوا عليها بينما هربت القوات المعارضة إلى الغابة. ثم تعهدوا بعدها بتدمير المدينة وعدم التوقف عن ذلك إلا برجوع السكان حاملين الراية البيضاء متوسلين رحمتهم. ولكنهم غادروا المدينة في النهاية بعد حصولهم على مبلغ 4000 قطعة نقدية برتغالية لتغطية تكاليف الحملة والعودة إلى غوا نزولا بمعبر سقطرى وهرمز.

## الحملة العثمانية الثانية
عندما استرجع البرتغاليون سيادتهم على ممتلكاتهم الإفريقية، كان علي باي بصدد تحضيره للعودة إلى السويس، ولكن تحضيراته للحملة عرفت تأخرا بسبب نقص الخشب في المنطقة.، فأرسل له السلاطين المسلمون مبعوثين ليطلبوا منه العودة بأسرع وقت ممكن للانتقام من البرتغاليين.
تمكن القرصان العثماني أخيرا من تجميع أسطول صغير، مكون من أربعة سفن شراعية، وسفينة برتغالية استولوا عليها خلال حملتهم السابقة ليبحر بعدها سنة 1589.
وعلى العكس من الحملة الأولى التي لم يلحظها أحد، تمكنت شبكة التجسس البرتغالية الموجودة على طول الساحل من اكتشاف القوى العثمانية فكان لها الوقت الكافي لإخطار قواعدها العسكرية.
توقف العثمانيون المرة الأولى بمقديشو، مدينة صومالية يقطنها المسلمون أين استقبل مير علي باي بحفاوة من قبل السكان الذين طلبوا منه البقاء ليكون حاميا لهم. وبالرغم من ذلك، واصل طريقه نحو الجنوب ليزور مدنا إسلامية ساحلية أخرى والذين دفعوا له المال بسبب الخوف أو الإكراه أو بملء إرادتهم.
كانت الوجهة الرئيسية لمير علي باي ماليندي التي كانت تحت سيطرة حاكم مؤيد للبرتغاليين، وصل العثمانيون إلى المدينة ليلا بغية مهاجمتها عند الفجر. فقد كانوا يجهلون بأن الحاكم البرتغالي للساحل ماتيوس مينديز دي فاسكونسيلوس قد حط رحاله هناك. وأنه على دراية بقدوم العدو قبل خروجه من البحر الأحمر، كما أنه أرسل سفينة شراعية لتقوم بتحذير نائب حاكم الهند والذي اتخذ بدوره الترتيبات اللازمة لحماية ماليندي. حيث أحضر مدفعية ووضعها فوق كثبان بالقرب من سفن المهاجمين وقام بقصفهم. بالرغم من أن الهجوم الليلي لم يتسبب بخسائر كبيرة للأسطول العثماني إلا أنهم قرروا الذهاب والعودة إلى ماليندي في وقت لاحق.

## الاشتباك مع الأسطول الهندي

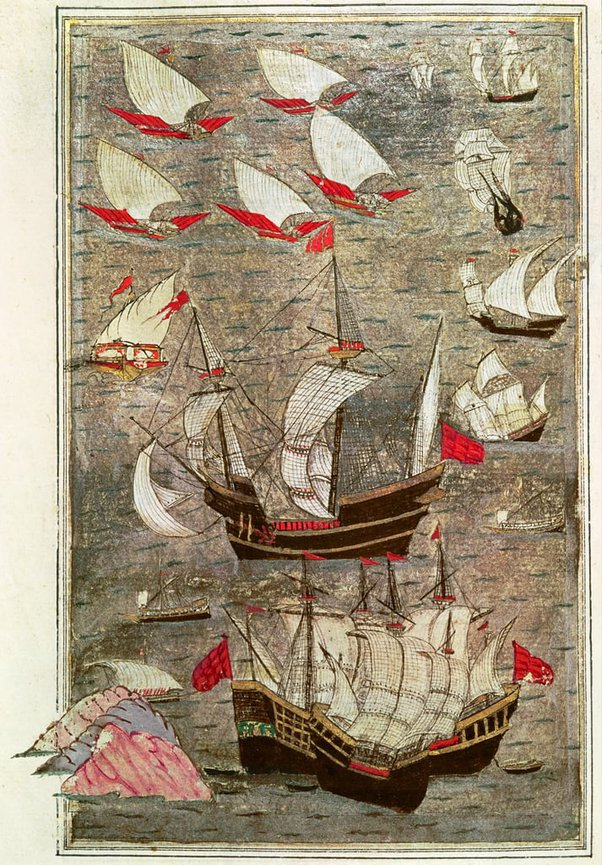
الأسطول العثماني في المحيط الهندي في القرن السادس عشر.

قام مانويل دي سوزا كوتينهو، نائب حاكم الهند بتنظيم هجوم مضاد بمجرد سماعه لخبر توغل القراصنة العثمانيين. حيث شكل أسطولا مكونا من سفينتين حربيتين، وخمس سفن بمجاديف، وست سفن شراعية، وستة زوارق تحمل على متنها 900 رجل تحت قيادة أخ الحاكم تومي دي سوزا كوتينهو.
غادرت البعثة مدينة غوا في 30 يناير، حيث كانت الرياح مواتية. ووصلت إلى الشواطئ الإفريقية في 20 من شهر شباط بعد تعرضهم لعاصفة قوية. كانت المحطة الأولى للبرتغاليين مدينة باراوا على الساحل الصومالي أين قاموا بالاستعلام عن تحركات القراصنة العثمانيين نحو ساحل ماليندي. ثم شرعوا مباشرة في تتبعهم متوجهين بذلك نحو الجنوب.
و بينما كانوا يقومون بتحضير مؤونتهم من المياه على جزيرة لامو، تلقى القائد رسالة من capitão da costa ماتيوس مينديز دي فاسكونسيلوس، جاء فيها أن مير علي باي قد واصل طريقه نحو مومباسا. فأعطى فورا الأمر للحملة للتوجه نحو هذه المدينة. توقف القائد لفترة قصيرة ليلا في ماليندي في زيارة مجاملة لحاكم المدينة المتحالف مع البرتغاليين. ثم واصل طريقه رفقة هذا الأخير.
وصل الأسطول إلى مدينة مومباسا يوم 5 مارس، أين وجد مير علي باي رفقة قراصنته هناك حيث نظموا دفاعهم داخل حصن في مدخل الميناء. ولكنهم سرعان ما هزموا من طرف القوات البرتغالية وذلك راجع إلى عددهم الهائل. هرب مير علي باي على ظهر حصانه نحو المدينة التي يوجد بها سلطان مومباسا.
قام البرتغاليون بإضعاف المقاومة العثمانية بالكامل ثم استولوا على سفينتين محملتين بغنائم من الذهب والفضة والكهرمان، وكذلك الأقمشة والعبيد.
وفي الوقت نفسه، تزامنت هذه القصة مع قيام قبيلة أفريقية تدعى زيمبا أو زامبا (« ua nação de cafres, chamados Zimbas ») بغزو الساحل. وهي قبيلة وصفتها الكتب التاريخية البرتغالية على أنها شعوب آكلة للحوم البشر، تعود أصولها إلى زامبيزيا. هربت من المجاعة التي مست المناطق الداخلية سنة 1580 بحثا عن أراضي جديدة. فبعد مهاجمتهم للساحل المقابل لجزر كرمباس ونهب كلوة، استعدوا لعبور القناة التي تفصل مومباسا عن القارة، وكان ذلك في نفس الوقت الذي حصل فيه الاشتباك بين البرتغاليين والعثمانيين.’. وأمام هذا الخطر المحدق، توجه الأتراك والمسلمون المحليون الذين اتخذوا غابات الجزيرة ملجأ لهم هربا من التقدم البرتغالي، نحو سفن العدو التي تستعد للإقلاع وتوسلوهم لنقلهم على متنها.
وافق الحاكم البرتغالي على نقل أكبر عدد من اللاجئين يمكن للسفينة أن تتحمله. كما وجدوا مير علي باي مع ثلاثين تركيا، وعدد غير محدد من المسلمين المحليين على متن السفن البرتغالية. وعندما التقى مير علي باي بقائد العدو قام بتحيته باحترام كعبد لسيده مصرحا:
| الغارات العثمانية على الإقليم السواحيلي | لست خائفا من القدر السيئ فهذه هي تقلبات الحرب، و أنا أفضل أن أكون أسيرا للمسيحيين (حيث سبق وأن كنت كذلك في إسبانيا)، على أن أكون طعاما لقبائل الزيمبا البربرية اللاإنسانية | الغارات العثمانية على الإقليم السواحيلي |

.".
في اليوم التالي 15 مارس 1589، أبحر البرتغاليون بهدف استعادة سيادة الإمبراطورية على الإقليم السواحيلي. وأعادوا تنصيب السلاطين الذين أطاح بهم المتمردون بمساعدة العثمانيين على عروشهم، كما هو الحال مع حاكم جزيرة بمبا. كما عاقبوا أولئك الذين تعاونوا مع العدو مثل سلطان لامو الذي قطع رأسه. كللت الحملة البرتغالية في الأخير بالانتصار. ونظمت احتفالات عند وصولها إلى ماليندي. دهش الأعيان الأفارقة الذين صعدوا على متن السفن من رؤية الأتراك ينزلون إلى رتبة الأسرى، وأشادوا بقوة البرتغاليين.

## عودة البعثة البرتغالية إلى الهند
في 15 أبريل، عاد الأسطول وعلى متنه سجناء مومباسا إلى الهند، بعد أن تقرر ترك سفينتين في ماليندي بهدف حمايتها من هجمات قبيلة زامبا. وبعد النزول في جزيرة سقطرى للتزود بالمؤونة اللازمة، وصل الأسطول إلى مدينة غوا في 16 مايو 1589.
عندما سمع نائب الحاكم خبر نجاح الحملة، ذهب على متن سفينة القيادة لتهنئة قواته ولقاء القائد العثماني مير علي باي. قام هذا الأخير بإلقاء نفسه عند قدمي البرتغالي الذي رفعه وسأله عن حاله. فأجاب قائلا: «مثل العبد لسيادتكم». فطمأنه نائب الحاكم بأن لا يفقد الأمل مشيرا إلا أنه هوأيضا كان بدوره أسيرا في ساحل مليبار قبل أن يصبح حاكما.
و في الأخير تم إرسال مير علي باي إلى البرتغال أين اعتنق الكاثوليكية، وأرسل باقي الأسرى إلى السفن الحربية.

## تأثير الغارات العثمانية

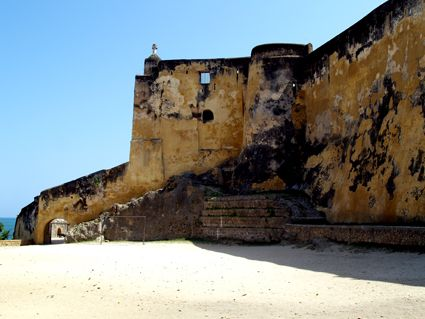
صورة لحصن يسوع في مومباسا، بني بعد الغارات العثمانية على المنطقة.

يرى بعض المؤخرين أن غارات مير علي باي تعد بمثابة نجاح للعثمانيين. وأنها تبين مدى هشاشة مكانة البرتغاليين في المنطقة. وعليه، يقول المؤرخ ج. ف. سكمال:
«نبهت عمليات توغل الأتراك العثمانيين في المحيط الهندي L’Estado [da India] ، وبينت بطريقة مهينة سخافة ما يدعون. وخاصة في سنة 1585-1586، عندما قام مير علي باي، باجتياح البرتغاليين بسفينة واحدة ونسفهم خارج الإقليم السواحيلي بإفريقيا باستثناء ماليندي».
ووفقا لخليل إينالجك، كانت نتيجة أول حملة لمير علي باي أنْ: «اندهش البرتغاليون من أن العثمانيين أصبحت لهم السيطرة على الساحل الإفريقي في مواجهة الهند وأنهم يملكون القدرة على قطع اتصالاتهم مع البرتغال». ومن ناحية أخرى، يؤكد سفت سوكيك أنه قد تم المبالغة في مآثر العثمانيين في المحيط الهندي في التاريخ الحديث.
«كان مير علي آخر قرصان (عثماني) معروفا بنشاطه في مياه المحيط الهندي. فحالته تؤكد ما جاء في أطروحتي، بأن الإمبراطورية العثمانية لم يكن لها أبدا وجود رسمي تم التخطيط له بشكل استراتيجي هناك. فإذا افترضنا ذلك من خلال مآثر علي باي فلا يمكننا وصفها إلا بكونها مثيرة للشفقة. الإمبراطورية العثمانية العظمى تشن غارة بسفينة واحدة لتنسف بالبرتغاليين خارج الإقليم السواحيلي. أبهذا تبرهن سخافة ما يدعيه اللوسيتانيون؟ نجحت الغارة الأولى بسبب الاستخفاف في البداية: فنجت السفينة الوحيدة من مراقبة شبكة الاستعلامات البرتغالية في البحر الأحمر واستطاعت أن تواصل حملتها بفضل ميزة القراصنة وتأثير المفاجأة. وبعد تحذير Estado da India من الخطر، قام بمعالجة الوضع بفاعلية بإرساله لأسطول حربي قوي نحو الساحل الإفريقي. أما الغارة الثانية فكانت نسخة طبق الأصل عن الأولى مع خاتمة مؤثرة للغاية».
يفيد السيد د. د. نويت متخصص في دراسةالموزمبيق، بأن توغل العثمانيين في مدينة مومباسا جعل البرتغاليين يدركون أهمية حماية ممتلكاتهم الواقعة في شمال الإقليم السواحيلي. وكنتيجة لذلك، بدؤوا سنة 1593 في إنشاء حصن يسوع في مومباسا، وأسسوا في المدينة نفسها قيادة أضيفت إلى قيادة سوفالا وإلى الجنوب، وعينت الحدود بين النظامين في كاب دلغادو التي كانت الفاصل بين موزمبيق وتنزانيا

## ملحقات
```
مراجع
```

1. ↑  Soucek 2008, p. 83.
2. 1 2 3   Soucek 2008, p. 84
3. ↑   Soucek 2008, p. 86.
4. 1 2 3  Soucek 2008, p. 101
5. 1 2  Halil İnalcık, Donald Quataert, An economic and social history of the Ottoman Empire, 1300-1914, Cambridge University Press, 1994, 1026 p. (ISBN 0521343151, lire en ligne), p. 331
6. ↑   (pt) Maria Benedita de Almeide Araujo, Campanhas da India, Sofala, Goa e Malaca 1501-1600, Quidnovi, Lisbonne, 2008, (ISBN 978-989-628-001-7), page 54.
7. 1 2 3 4 5 6 7 8   Soucek 2008, p. 102
8. 1 2 3 4 5 6 7 8   Soucek 2008, p. 103
9. 1 2 3 4 5 6 7 8 9 10  Soucek 2008, p. 104
10. 1 2   Newitt 1995, p. 68
11. 1 2 3   Soucek 2008, p. 105
12. 1 2   Soucek 2008, p. 106
13. ↑  G. V. Scammell, The first imperial age: European overseas expansion c. 1400-1715, Routledge, 2002 (ISBN 0415090857), p. 13
14. ↑  [Newitt 1995, p. 167]